# Municipio de Abington (Pensilvania)
Abington es un municipio del condado de Montgomery en el estado de Pensilvania, Estados Unidos, fundado en 1696.
En el año 2000 tenía una población de 56 103 habitantes.

## Economía local
Cuenta con industrias manufactureras de diversos tipos y un campus de la Universidad Estatal de Pensilvania. 

## Historia
Su término municipal fue escenario de combate durante la Guerra de Independencia de los Estados Unidos. 